# HK Tschelmet Tscheljabinsk
Der HK Tschelmet Tscheljabinsk (russisch ХК Челмет Челябинск) ist ein 1948 gegründeter russischer Eishockeyklub aus Tscheljabinsk. Die Mannschaft spielt in der Wysschaja Hockey-Liga und trägt ihre Heimspiele im Metschel Sport Palast aus. Die Vereinsfarben sind blau, schwarz und grau.

## Geschichte

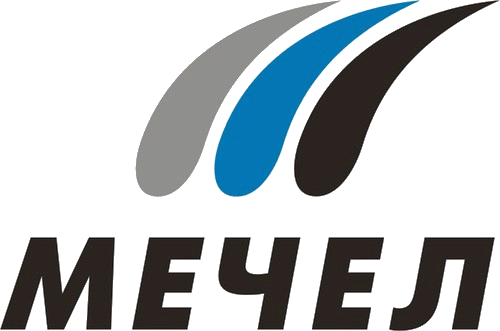
Früheres Logo

Der Klub wurde 1948 unter dem Namen Metallurg Tscheljabinsk gegründet. Dieser Name wurde bis 1990 beibehalten, ehe die Umbenennung in Metschel Tscheljabinsk erfolgte. Diesen Namen hat die Mannschaft vom russischen Metallurgiekonzern Mechel, dessen Bestandteil auch das Tscheljabinsker Kombinat ist, zu dem der Klub gehört. Zwischen 1997 und 2003 spielte das Team in der Superliga und war mit dem Stadtrivalen HK Traktor Tscheljabinsk auf Augenhöhe. 2003 bis 2010 spielte die Mannschaft in der zweitklassigen Wysschaja Liga. 2010 wurde sie in deren Nachfolgeliga Wysschaja Hockey-Liga aufgenommen. Im Sommer 2012 stieg der Hauptsponsor Metschel aus und der Verein wurde in HK Tschelmet Tscheljabinsk umbenannt (Челябинск Металлург).
Einen Titelerfolg konnte der HK Tschelmet Tscheljabinsk bisher nicht feiern.
HK Tschelmet Tscheljabinsk fungiert als Farmteam des KHL-Teilnehmers und Stadtrivalen HK Traktor Tscheljabinsk.